# Marcin Świetlicki
Marcin Świetlicki, né le 24 décembre 1961 à Piaski, près de Lublin, Pologne, est un poète, écrivain, journaliste et musicien, leader du groupe rock Świetliki (pl) (Les mouches à feu).

## Biographie
Marcin Świetlicki fait des études de lettres à l'université Jagellonne de Cracovie.
Jusqu'en 2004, il gagne sa vie comme correcteur pour l'hebdomadaire Tygodnik Powszechny.
Il publie de la poésie pendant près de dix ans avant d'aborder le roman. Il a également abordé le genre policier.

### Poésie
- 1992 : Zimne kraje
- 1994 : Schizma
- 1995 : Zimne kraje 2
- 1995 : Berlin
- 1996 : 37 wierszy o wódce i papierosach
- 1996 : Trzecia połowa (réédité en 2005)
- 1996 : 20 niezapomnianych przebojów i 10 kultowych fotografii
- 1997 : Zimne kraje 3
- 1998 : Stare chłopy prowadzą rowery na techno
- 1998 : Pieśni profana
- 2001 : Czynny do odwołania
- 2003 : Nieczynny
- 2003 : Wiersze wyprane
- 2004 : 49 wierszy o wódce i papierosach
- 2006 : Muzyka środka
- 2007 : Nieoczywiste
- 2009 : Niskie pobudki
- 2011 : Wiersze
- 2013 : Jeden

### Romans et nouvelles
- Katecheci i frustraci 2001 (sous le nom de plume Marianna G. Świeduchowska avec Grzegorz Dyduch (pl))
- Kotek, dans l'anthologie Trupy Polskie 2005
- Dwanaście 2006 (Douze)
- Trzynaście 2007 (Treize)
- Orchidea (avec Ireneusz Grin (pl) et Gaja Grzegorzewska) (L'Orchidée), EMG, 2009  (ISBN 978-83-92558-35-4)

## Distinctions et récompenses
Il a obtenu en 1991 le prix de poésie Georg Trakl, délivré sous les auspice du Consul général d'Autriche à Cracovie .
Il est lauréat du Prix littéraire de la fondation Kościelski en 1996.

## Discographie
Groupe Świetliki (pl)
- Ogród koncentracyjny 1995
- Cacy cacy fleischmaschine 1996
- Cacy cacy love mix EP 1996
- Perły EP 1999
- Wieprze EP 1999
- Perły przed wieprze 1999
- Złe misie 2001
- Las Putas Melancólicas 2005
- Las Putas Melancólicas y Exclusivas 2005